# Argolische Ragwurz
Die Argolische Ragwurz (Ophrys argolica) ist eine Pflanzenart aus der Gattung der Ragwurzen (Ophrys) innerhalb der Familie der Orchideen (Orchidaceae). Die bis zu sieben Unterarten sind vom Mittelmeerraum bis Westasien verbreitet.

## Beschreibung
Die Unterarten von Ophrys argolica wachsen als ausdauernde krautige Pflanzen.
Nur für die Nominatform Ophrys argolica subsp. argolica gilt folgende Beschreibung:

### Vegetative Merkmale
Ophrys argolica subsp. argolica erreicht Wuchshöhen von meist 10 bis 30 Zentimetern, selten bis 50 Zentimetern. Sie bildet zwei kugelige Knollen als Überdauerungsorgane. Am Grund des Stängels finden sich keine manchmal aber auch ein bis zwei Schuppenblätter. Drei bis sechs Laubblätter sind in einer Grundrosette zusammengefasst und zwei bis drei Laubblätter findet man noch weiter oben am Stängel.

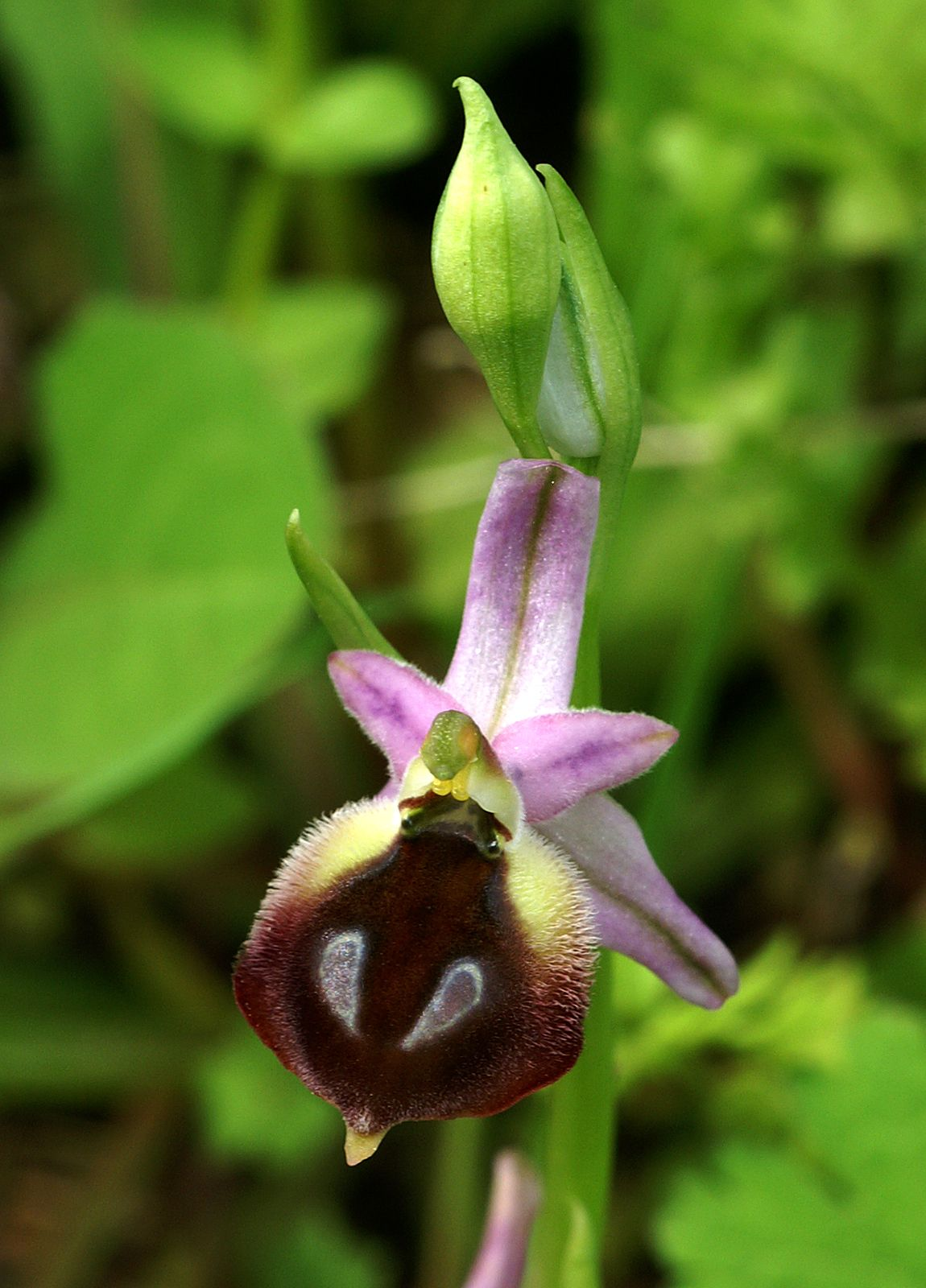
Ophrys argolica subsp. argolica

### Generative Merkmale
Die Blütezeit von Ophrys argolica subsp. argolica reicht von März bis Mai. Der lockere Blütenstand umfasst zwei bis acht Blüten. Meist sind die Tragblätter länger als die Fruchtknoten.
Die zwittrigen Blüten sind zygomorph und dreizählig. Die schmal eiförmigen Kelchblätter sind genau wie die behaarten Kronblätter rot bis rosafarben. Die rundliche, ungeteilte bis dreilappige Lippe erscheint dunkel-rotbraun; gelegentlich sind Exemplare anzutreffen, deren Lippe einen violetten Rand aufweist. Das Mal hat die Form von zwei isolierten oder verbundenen weiß umrandeten Flecken. Die Lippe ist an den Schultern silbrig behaart.

## Standorte
Ophrys argolica subsp. argolica gedeiht auf Magerrasen, Garriguen, lichten Nadelwäldern und Macchien mit kalkreichen Böden bis zu einer Höhenlage von etwa 1000 Metern.

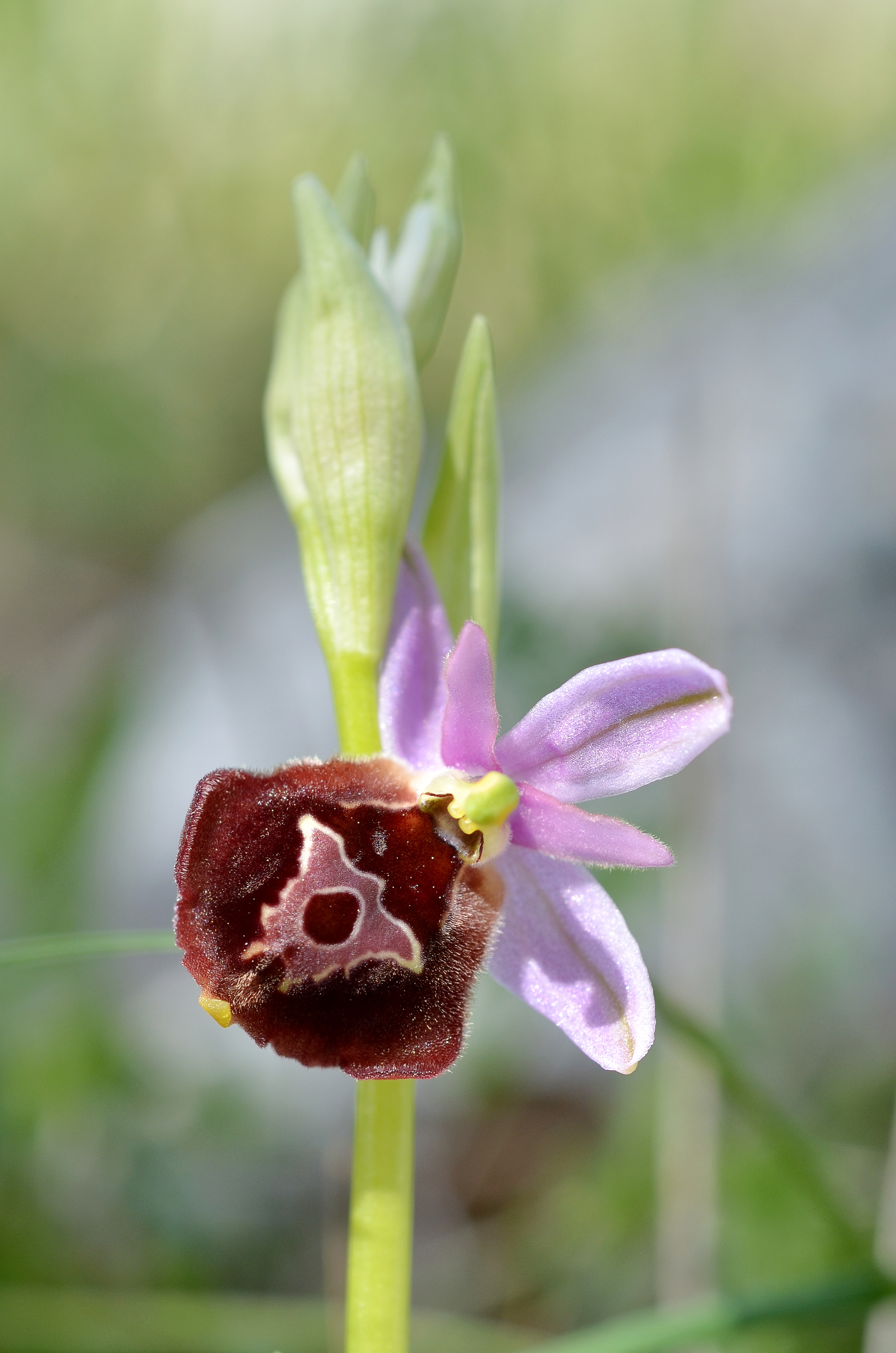
Zygomorphe Blüte der Brillen-Ragwurz (Ophrys argolica subsp. biscutella)

## Taxonomie und Systematik
Die Erstbeschreibung von Ophrys argolica erfolgte 1919 durch Andreas Fleischmann in Verhandlungen der Zoologisch-botanischen Gesellschaft in Wien Band 69, Seite 295.
Von Ophrys argolica gibt es je nach Autor mehrere Unterarten:
- Ägäische Ragwurz (Ophrys argolica subsp. aegaea (Kalteisen & H.R.Reinhard) H.A.Pedersen & Faurh., Syn.: Ophrys aegaea Kalteisen & H.R.Reinhard, Ophrys ferrum-equinum subsp. aegaea (Kalteisen & H.R.Reinhard) H.Baumann & R.Lorenz): Diese Neukombination erfolgte 2002. Die Unterart kommt nur auf den griechischen Inseln der südlichen Ägäis der Kykladen und Dodekanes bis Kárpathos vor in Höhenlagen zwischen 0 und 800 Metern.[1][4]
- Ophrys argolica H.Fleischm. subsp. argolica (Syn.: Ophrys icariensis M.Hirth & H.Spaeth, Ophrys argolica subsp. icariensis (M.Hirth & H.Spaeth) Kreutz, Ophrys olympiotissa Paulus): Sie kommt auf dem Festland des südlichen-zentralen bis südlichen Griechenlands in Höhenlagen zwischen 0 und 1000 Metern Meereshöhe vor.[5][1] Als Bestäuber wurde Anthophora plagiata beobachtet.[4]
- Brillen-Ragwurz (Ophrys argolica subsp. biscutella (O.Danesch & E.Danesch) Kreutz, Syn.: Ophrys biscutella O.Danesch & E.Danesch, Ophrys crabronifera subsp. biscutella (O.Danesch & E.Danesch) Klaver & Kreutz, Ophrys exaltata subsp. sundermannii Soó): Diese Neukombination erfolgte 2004. Die Unterart kommt nur im südlichen Italien und dem zu Kroatien gehörenden Insel Korčula in Höhenlagen zwischen 0 und 1300 Metern Meereshöhe vor.[1] Als Bestäuber wurde Anthophora retusa beobachtet.[4]
- Antalya-Ragwurz (Ophrys argolica subsp. climacis (Heimeier & Perschke) H.A.Pedersen & P.J.Cribb, Syn.: Ophrys ferrum-equinum subsp. climacis (Heimeier & Perschke) H.Baumann & R.Lorenz): Die Neukombination erfolgte 2019. Diese Unterart kommt in der Türkei im Gebiet von Antalya in Höhenlagen zwischen 0 und 1200 Metern Meereshöhe vor.[1][4]
- Hornissen-Ragwurz (Ophrys argolica subsp. crabronifera (Sebast. & Mauri) Faurh., Syn.: Ophrys crabronifera Sebast. & Mauri, Ophrys exaltata var. virescens Sommier, Ophrys fuciflora subsp. pollinensis E.Nelson, Ophrys holoserica subsp. pollinensis (E.Nelson) O.Danesch & E.Danesch, Ophrys pollinensis E.Nelson ex Devillers-Tersch. & Devillers, Ophrys argolica subsp. pollinensis (E.Nelson) Kreutz, Ophrys crabronifera subsp. pollinensis (E.Nelson ex Devillers-Tersch. & Devillers) H.Baumann & R.Lorenz, Ophrys crabronifera subsp. virescens (Sommier) Klaver & Kreutz): Diese Neukombination erfolgte 2002. Dieser Endemit kommt nur im zentralen bis südlichen Italien in Höhenlagen zwischen 0 und 1000 Metern Meereshöhe vor.[1] Als Bestäuberwurde Anthophora plumipes beobachtet.[4]
- Zierliche Ragwurz (Ophrys argolica subsp. elegans (Renz) E.Nelson, Syn.: Ophrys gottfriediana subsp. elegans Renz, Ophrys elegans (Renz) H.Baumann & Künkele): Dieser Endemit kommt nur auf Zypern in Höhenlagen zwischen 0 und 1400 Metern Meereshöhe vor.[1] Als Bestäuber wurde Anthophora erschowi beobachtet.[4]
- Lesbos-Ragwurz (Ophrys argolica subsp. lesbis (Gölz & H.R.Reinhard) H.A.Pedersen & Faurh., Syn.: Ophrys lesbis Gölz & H.R.Reinhard, Ophrys ferrum-equinum subsp. lesbis (Gölz & H.R.Reinhard) H.Baumann & R.Lorenz): Diese Neukombination zu erfolgte 2002. Die Unterart ist ein Endemitvder Insel Lesbos und kommt in Höhenlagen zwischen 0 und 200 Metern vor.[4]
- Rhodische Ragwurz (Ophrys argolica subsp. lucis (Kalteisen & H.R.Reinhard) H.A.Pedersen & Faurh., Syn.: Ophrys aegaea subsp. lucis Kalteisen & H.R.Reinhard, Ophrys lucis (Kalteisen & H.R.Reinhard) Paulus & Gack, Ophrys ferrum-equinum subsp. lucis (Kalteisen & H.R.Reinhard) H.Baumann & R.Lorenz, Ophrys argolica subsp. atargatis Kreutz, Ophrys atargatis (Kreutz) P.Delforge): Die Neukombination erfolgte 2002. Die Unterart kommt von Rhodos, Tilos und Nisyros bis in die südliche und südwestliche Türkei in Höhenlagen zwischen 0 und 1000 Metern Meereshöhe vor.[4]